# Bêbados Habilidosos
Bêbados Habilidosos é uma das primeiras e principais bandas de blues do estado de Mato Grosso do Sul. O grupo faz o típico boêmio e suas letras trazem principalmente esse tema.
Considerada a maior banda de blues do centro-oeste brasileiro, os Bêbados Habilidosos já se apresentaram em festivais de renome no cenário nacional, como o Sesi Jazz & Blues, em São Paulo. Não à toa, em 2009, o grupo saiu-se vencedor em 2 categorias do Prêmio MTV Rock do Mato ("Banda do Ano" e "Guitarrista do Ano").
As músicas “Amigos de Copo” e “Cortesã” integraram a trilha sonora do filme “Nossa Vida não Cabe num Opala”, de 2008, que conquistou cinco prêmios no Festival Audiovisual de Recife, entre eles o de Melhor Trilha Sonora.
Outro momento de notoriedade da banda ocorreu em 2011, com o documentário “Ele é o Blues”, que conta a trajetória musical do vocalista Renato Fernandes, bem como da cena musical de Mato Grosso do Sul

## História
No início dos anos 1990, o guitarrista Fábio Brum e o baterista Pezão decidiriam criar uma banda de blues. Depois de peregrinar por bares do bairro Santo Amaro para encontrar um vocalista, eles se depararam com Renato Fernandes. Dentro de um Opala, eles fizeram a proposta ao Renato: criar a primeira banda de blues de Campo Grande. E assim nasceu a "Blues Band".
Alguns anos depois, após problemas entre os integrantes, a "Blues Band" decidiu encerrar as suas atividades. Parte do grupo formou o grupo "O Bando do Velho Jack". Os demais músicos, em 1995, em conjunto com Renato Fernandes, deram início aos Bêbados Habilidosos.
Em 2013, a banda interrompeu suas apresentações por conta de um infarte sofrido pelo vocalista, Renato Fernandes. Em junho de 2014, depois de 24 anos de formação, o grupo resolveu se dissolver, cada um seguindo seus próprios passos na música.

### Renato Fernandes
Renato Oliveira Fernandes da Silva, mais conhecido por Renato Fernandes (Campo Grande-MS, 1961 - Campo Grande-MS, 16 de Fevereiro de 2015) era o vocalista, compositor e líder da banda. Era considerado uma lenda no cenário do do blues sul-mato-grossense. Para alguns, deveria ter se mudado para o Sudeste, onde faria mais sucesso: "Não quero ser famoso. Quero fazer blues", rebatia ele.
Em 2015, ele foi homenageado na 12° edição do Festival América do Sul Pantanal (FASP).

#### Documentário “Ele é o Blues”
Em 2011, Renato foi personagem principal do documentário “Ele é o Blues”, dos jornalistas Kleomar Carneiro e Vinícius Bazenga, que conta a trajetória musical do artista e da cena musical de Mato Grosso do Sul.
Sinopse

#### Falecimento
Renato faleceu em fevereiro de 2015, aos 53 anos, depois de sofrer uma parada cardiorrespiratória em casa.
Seu corpo foi sepultado no Cemitério Jardim das Palmeiras, no Bairro Seminário, em Campo Grande.

## Discografia
- 2004 - Envelhecido 12 anos[12]
- 2005 - Embriagado Ao Vivo[12]
- 2010 - Estúdio 104 Sessions[12]

### Envelhecido 12 anos
Envelhecido 12 anos é o primeiro álbum da banda de Blues elétrico sul-matogrossense Bêbados Habilidosos. Foi lançado em 2004 pelo selo independente "Cube Studio".

#### Faixas
- Todas as faixas compostas por Renato Fernandes.

1. Whisky & Blues - 6:52
2. B.V.C. - 5:29
3. A Volta do Boêmio - 3:42
4. Mutantes - 3:39
5. Último Gole (Pelo Amor de Deus) - 7:12
6. O Último Blues - 6:24
7. Rio de Whisky - 5:04
8. Ruas Cruas - 3:13
9. Vampiro - 4:10
10. Whisky & Blues (feat. Paulão) - 5:34
11. Improviso (Bonus Track) - 5:36
12. Sons de Ensaio (Bonus Track) - 6:40

### Embriagado Ao Vivo
Embriagado Ao Vivo é o segundo álbum da banda de Blues elétrico sul-matogrossense Bêbados Habilidosos, e o primeiro ao vivo. Foi lançado em 2005 pelo selo independente "Cube Studio".

#### Faixas
- Todas as faixas compostas por Renato Fernandes.

1. Whisky & Blues - 8:56
2. Ruas Cruas - 3:09
3. Amigos de Copo - 5:44
4. Vendi Minha Alma - 3:32
5. Zona de Bar - 10:40
6. Vadia - 3:26
7. Isso É o Blues - 6:11
8. Perdedor - 5:48

### Estúdio 104 Sessions
Estúdio 104 Sessions é o terceiro álbum - o segundo de estúdio - da banda de Blues elétrico sul-matogrossense Bêbados Habilidosos, e o último lançado antes da morte do vocalista e líder da banda Renato Fernandes. Foi lançado em 2010 pelo selo independente "Cube Studio"

#### Faixas
- Todas as faixas compostas por Renato Fernandes.

1. Blues da Solidão - 5:29
2. Mundana - 6:44
3. Underground Blues - 6:39
4. Whisky Ruim - 4:37
5. Bebaço - 3:27
6. Cerveja - 4:12
7. Patife - 3:10
8. Tocador de Blues - 6:44

## Prêmios e Indicações
| Ano  | Prêmio                  | Categoria          | Indicação           | Resultado | Ref.   |
| ---- | ----------------------- | ------------------ | ------------------- | --------- | ------ |
| 2009 | Prêmio MTV Rock do Mato | Banda do Ano       | Bêbados Habilidosos | Venceu    | [ 3 ]  |
| 2009 | Prêmio MTV Rock do Mato | Guitarrista do Ano | Rodrigo Paiva       | Venceu    | [ 3 ]  |
| 2010 | Prêmio MTV Rock do Mato | Vocalista do Ano   | Renato Fernandes    | Venceu    | [ 16 ] |

## Retorno aos palcos
Em clima de suspense, a banda é categórica ao afirmar que escolheu alguém para dar continuidade ao projeto, com personalidade própria, já que ninguém pode substituir Renato. Bêbados Habilidosos já tinha anunciado o fim, no meio da gravação de um disco, em junho de 2014, depois de 24 anos como referência do blues e, no ano seguinte, choraram o último blues de Renato, com a morte do compositor.  
À época, os músicos chegaram a falar que estudavam uma volta, mas que, sem Renato, eles ficariam mesmo na história.
Contra-baixista, Marcelo Rezende, que esteve de 1994 até o final dos Bêbados e agora se prepara para o retorno, já estava em outros trabalhos e não considerava a ideia. "Houve muita insistência. O Rodrigo (guitarrista) e o Erik (baterista) que são os responsáveis, partiu deles", conta.
Quando os músicos viram que a saudade vinha também do público e não se resumia só a eles, conseguiram sensibilizar Marcelo. "Vi que tinha tanta gente interessada em continuar nos ouvindo e que muita gente sentia falta do Renato. Não tem como desvincular dele, que foi uma figura emblemática", explica Marcelo.
Baterista Erik Artioli, que está há 11 anos na banda, descreve a conversa que teve com o guitarrista Rodrigo. "A banda Bêbados Habilidosos está aí. A gente não tem o Renatão, mas vamos arrumar alguém, não para substituí-lo, mas para dar continuidade e quem sabe compor novas músicas".
A ideia veio tomando forma desde fevereiro e os integrantes chegaram a ouvir algumas interpretações de candidatos até darem o veredito. "Não vai rolar aquele negócio de imitação. Muito pelo contrário, é totalmente diferente", frisa Erik, hoje com 33 anos.
Dia 27 de maio de 2017 a banda retornou a sua atividade com um novo vocalista, Alvaro Vasques. A formação rendeu em um album  Mesa de Boteco, em 2021. No dia 17 de setembro de 2022, Felipe Saldanha assume os vocais, desde então lançaram três singles Mosca de Bar (2023),  Pão e Circo (2023) e Bebendo Com o Diabo (2024).

## es
- Felipe Saldanha (Sal) - Vocalista
- Rodrigo Paiva - Guitarrista
- Ronie Espindola - Baixista
- Erik Artioli - Baterista
- Junior Juba - Teclado